# Universidade Federal de Minas Gerais
La Universidade Federal de Minas Gerais (UFMG) és una universitat pública que a la ciutat de Belo Horizonte, capital de l'estat de Minas Gerais, Brasil, i és la universitat més gran d'aquest estat.